# Eurya cavinervis
Eurya cavinervis là một loài thực vật có hoa trong họ Pentaphylacaceae. Loài này được Vesque mô tả khoa học đầu tiên năm 1895.